# Adolph Leo Oppenheim
A (Dolph) Leo Oppenheim (7 de junio de 1904 - 21 de julio de 1974) uno de los más destacados asiriólogos de su generación. Fue el editor encargado del Chicago Assyrian Dictionary (Diccionario Asirio de Chicago), director del "Instituto Oriental de Chicago" entre 1955 y 1974, y John A. Wilson Profesor de Estudios Orientales de la Universidad de Chicago.
Oppenheim nació en Viena, donde recibió su doctorado en la Universidad de Viena en el año 1933. Sus padres murieron durante el Holocausto nazi, y su esposa 'Elizabeth apenas pudo escapar, pero ambos emigraron a los Estados Unidos, donde, después de un par de años de pobreza, se convirtió en investigador asociado en la Universidad de Chicago (1947), y en miembro de la facultad en 1950. Se convirtió en editor asociado del "Diccionario Asirio de Chicago en 1952. El diccionario se había editado desde 1921, y con el tiempo se extendería a más de 20 volúmenes publicados. Asistido por Erica Reiner, Oppenheim fue editor en el cargo hasta su repentina e inesperada muerte, todavía en el apogeo de sus facultades intelectuales.
E. A. Speiser dijo una vez que Oppenheim había leído más escritura cuneiforme que cualquier otra persona viva; refiriéndose a su profundo conocimiento de la lengua acadia, discernimiento de la vida cotidiana y la cultura mesopotámica.
La obra más famosa A. Leo Oppenheim es la "Antigua Mesopotamia: Retrato de una civilización muerta".

## Obras
- Untersuchungen zum Babylonischen Mietrecht. Viena (Wien): Selbstverlag des Orientalischen Institutos der Universität. 1936.
- Antigua Mesopotamia: retrato de una civilización muerta. Chicago: University of Chicago Press. 1964. (reimpresión ISBN 0-226-63186-9)
- Las cartas de la Mesopotamia. Chicago: University of Chicago Press. 1967.
- Ensayos sobre la civilización mesopotámica una selección de documentos de A. Leo Oppenheim. Chicago: University of Chicago Press. 1974. (editado por Erica Reiner y Johannes Renger)
- El vidrio y la fabricación de vidrio en la antigua Mesopotamia. Londres: Asociado Universidad Prensas. 1988.

## Literatura
- Robert D. Biggs, J. A. Brinkman (eds.) From the Workshop of the Chicago Assyrian Dictionary. Studies Presented to A. Leo Oppenheim. Chicago 1964
- Hans Erich Hirsch. En: Archiv für Orientforschung 25, 1974–77, pp. 347–349
- Eerle Leichty. En: Journal of the American Oriental Society 95, 1975, pp. 369–370